# Зоран Љ. Николић
Зоран Љ. Николић (Задар, 1967), српски је новинар, публициста, писац, песник и туристички водич.

## Биографија
Рођен је 1967. године у Задру, од мајке Станке и оца Љубисава. Отац му је био војно лице и тамо је био у служби. Са шест година се преселио у Београд. Одрастао је на Новом Беораду. После две године усмереног образовања у Десетој београдској гимназији и Правнобиротехничкој школи уписао је Правни факултет.

## Каријера
Од 1997. године ради за Вечерње новости. Прво је писао за београдску рубрику, затим енергетику, саобраћај, а потом наставио да ради репортаже које су му омиљене. Специјални додатак „Беорадске приче” уређује од 17. јуна 2013. године, кад је објављена прва прича. До сада је објављено преко 120 прича.

### Књижевни рад
Објавио је осам књига од којих се шест директо баве историјом Београда. Прву књигу Београд испод Београда објавио је 2002. године у сарадњи са др Видојем Голубовићем. То истраживачко дело, које се бави заборављеним подземним објектима и другим тајнама које се крију испод престонице, за кратко време доживело је петнаест издања и често је на врху листа читаности.
Три године касније, 2005. године, као аутор потписује књигу Масонски симболи у Београду. Књига истражује трагове које су у главном граду оставили слободни зидари, има пет издања и значајан број читалаца.
Године 2008. издаје сатиричну књигу Глобализација за неупућене која се на саркастичан начин бави данашњицом. Истраживачком новинарству и публицистици враћа се 2010. године, објављујући књигу Тајна Новог Београда у сарадњи са Мирком Радоњићем. Током 2011. године објавио је збирку поезије Декада и први роман Град тајни који има седам издања. Други део књиге Тајна Новог Београда 2 - Ново доба објављен је 2012. године, а потписују га исти аутори.
Крајем 2015. објављује књигу БГ приче у издању „Новости”, у којима дуже од три године пише и уређује додатак „Београдске приче”. БГ приче су избор 55 најефектнијих новинских текстова из прошлости главног града објављених у Вечерњим новостима.

### Предавања
Аутор је предавања „Тајне Београда”. Одржао је серију предавања под називом „Београд испод Београда” у Дому гарде, Коларчевој задужбини, Правном факултету, Студентском граду итд. Такође је аутор кабареа „Београд изнад Београда” са причама и анегдотама старог Београда. У великој дворани Дома синдиката 23. априла 2016. године је одржао кабаре под називом „Вече београдских прича”. Један је од аутора изложбе фотографија „Тајне Новог Београда”, одржаној 2012. године у Историјском архиву Београда.

### Туристички водич
Зоран Николић поседује лиценцу туристичког водича. Један је од водича на трочасовној тури „Мистерије подземног Београда” која пружа посетиоцима могућност обиласка подземних делова града. Овај туристички обилазак је последица великог успеха књиге Београд испод Београда.

## Породица
Живи и ради у Београду. Има две ћерке из првог брака, Марију и Ленку.

## Књиге
- Београд испод Београда, 2002.[10]
- Масонски симболи у Београду, 2005.[11]
- Глобализација за неупућене, 2008.[12]
- Тајна Новог Београда, 2010.[13]
- Декада, 2011.[14]
- Град тајни, 2011.[15]
- Тајна Новог Београда 2 – Ново доба, 2012.[16]
- БГ приче, 2015.[17]

## Емисије
Учествовао је 2012. године у емисији „Траг” у продукцији РТС-а. Презентовао је мало познате чињенице из историје Београда у четири епизоде под називом „Београд тајни”, ауторке Вере Раичевић.